# Oszyjek
Oszyjek – zewnętrzny pas na obrzeżu lasu, gdzie występują zarośla krzewiaste. Tworzą go bujnie rosnące krzewy, które w otulinie lasu mają zdecydowanie lepsze warunki świetlne niż we wnętrzu lasu. Wiele z nich rośnie tam pod okapem drzew, ale mają wyraźnie rozluźniony pokrój. Oszyjki pełnią ważną funkcję w kształtowaniu się klimatu we wnętrzu lasu. Stanowią bowiem bezpośrednia barierę dla wiatru i uniemożliwiają mieszanie się zimnego i ciepłego powietrza z wnętrza lasu i terenu otwartego. Stanowią również schronienie i bazę pokarmową dla wielu gatunków zwierząt.